# Grad Sicherstein
Grad Sicherstein (nemško Sicherstein) je stal v naselju Drča v občini Šentjernej. 

## Zgodovina
Grad so pozidali v prvi polovici 13. stoletja, po letu 1228 vitezi Sichersteinski, ministeriali Spanheimov, koroških vojvod. Sichersteinski vitezi so širili posest Nemškega Svetega rimskega cesarstva na območje Ogrske, pod katero je do takrat sodilo ozemlje Gorjancev. Na Zumberaku so gradili večjo utrdbo, ki je bila še kot nedokončana porušena in opuščena verjetno v času bojev med kraljem Otokarjem in ogrskim kraljem Belo. Sichersteinski vitezi so ubobožali in izumrli. Posest pod Gorjanci je kot fevd prevzela rodbinska veja vitezov iz Kostanjevice, ki so ime prevzeli po gradu. Leta 1304 in 1306 je bil lastnik Oton Sichersteinski, poročen z Lucijo Apfalter. 
Leta 1374 je bil grad že v razvalinah in ga je posedoval Henrik Sichersteinski. Henrik je pozneje, okoli leta 1387, razvaline gradu in gospostvo prodal Hermanu Celjskemu, ki je na lokaciji nekdanjega gradu zgradil kartuzijanski samostan Pleterje. Lokacija nekdanjega gradu Sicherstein, pristave in kasnejše nove hiše (haus) lahko iščemo v jugozahodnem obzidanem delu samostana pod območjem "Pungart". Na bližnjem hribu "Gradec" je stal še en stari grad prvič omenjen, kot veste Sicherstein. Delni ostanki tega gradu so še vidni.